# Windows Vista新功能
Windows Vista包含了許多的新功能。

## 外觀

### Windows Aero

Windows Vista中的Windows Aero。

Windows Aero是新設計的使用者介面，比之前的使用者介面有很大的改進。此界面不會在家庭入門版出現。
- Windows Aero：一个完全被重新设计兼具專業感及透明感的磨砂玻璃外觀，並使窗口動畫顯得圓滑。
- Windows Flip 3D：是一種視窗排列方式，以控制視窗位置來達到等角排列，讓使用者能更方便地找到自己所需的工作。
- 即時：在文件的图标（最大256*256像素）內可見到資料夾圖示會以斜角排列方式塞著前兩個檔案的圖示，開始工具列的工作標籤當滑鼠移上時也會显示即時縮圖，在Aero颜色方案下Alt+Tab的切換方式也采用了即時縮圖，甚至在用Windows Media Player播放影片時，即時縮圖也能跟著播放。
- ：新的字型，包含：英文的Segoe UI、繁体中文的微軟正黑、简体中文的微软雅黑、日文的、韓文的，都使用ClearType，使字型更清晰邊緣更平滑。

### Windows Vista Standard
Windows Vista Standard與Windows Aero的外形一樣，但沒有了透明效果及Windows Flip 3D。

### Windows Vista Basic
Windows Vista Basic與Windows Aero的外形十分相似，但不包括Windows Aero主題介面。

### 
它與之前的Windows版本配色完全相同。
- ：採用傳統字型，英文的Tahoma、繁体中文的新細明體和新宋體。

## 功能
- DVD燒錄：內建CD寫入功能，可以不需要如Nero等第三方燒錄軟體支援就可製作DVD影片。（系統需擁有Windows Movie Maker，已內置于操作系统中）
- 快速安裝：新的高效压缩安装程式将使Windows Vista在20分钟内完成安装。（此為估計數字，實際用時會因電腦效能而異）
- 搜尋：利用了新的索引搜尋方法提供搜尋服務，較傳統的搜尋方法速度高更多。搜尋列在開始功能表（最下方）、Windows檔案總管（右上方）等隨處可見。與舊有（Windows XP）比窗下，索引式搜尋方式幾乎只需鍵入關鍵字，就可以能即時顯示搜尋結果，較以往Windows的搜尋功能更為快捷。
- 安全性：高安全性甚至讓使用者不用安裝防毒軟體就可以安全的連線至網際網路。(在此同時，也受到不少使用者的批評[來源請求]。)
- 家長控制：中含有家長設定，可限制子女使用電腦的时间，设定允許瀏覽及禁止浏览的網站，设定可遊玩哪種分類的遊戲（遊戲自動線上Update級別，依照美國的ESRB分級）。
- 遊樂場：此功能與Windows XP中遊樂場資料夾不同，遊樂場擁有特別介面可即時顯示遊戲評等及預覽。在以往Windows內建遊戲都被重寫以配合Windows Vista的全新界面，此外Windows Vista亦加入Chess Titans、Mahjong Titans、和Purble Place新遊戲。
- 電源：在新的關機（Shutdown）、睡眠（Sleep）電源方式下Windows Vista開關機速度可能會更快，進入睡眠更可能只需3至5秒鐘。[1]
- 技術：舊稱WinFX，比傳統的Windows API更能讓開發者能簡單寫出高品質的程式。
- 音效：Windows Vista將不會支援DirectSound，而只支援OpenAL。若遊戲只支援DirectSound，音效會交由CPU運算。
- 繪圖：預設DirectX 10，提供遊戲玩家更好的遊戲體驗。
- 使用者帳戶控制：通過限制應用軟件而改進Windows作業系統的安全性。
- ReadyBoost：使用卸除式磁碟 （如USB 快閃磁碟、SD卡或其它可移动闪存）上的存放空間來加快電腦的速度（与eBoostr相似）。
- 支援Unicode 5.0，包括中日韓統一表意文字Extension A, B、支援HKSCS-2004[2]、新增新速成輸入法
- BitLocker：这个全新的功能可以通过加密整个卷来保护数据的安全，但是只有商业版和旗舰版拥有这个功能。

## 應用程式
- Windows Internet Explorer：Internet Explorer版本7.0預設在Windows Vista內，提供更好的安全性。
- Windows Defender：控制Windows所有的軟體之安全性，並且提供掃除間諜軟體功能。
- Windows DVD製作程式：讓使用者自行編輯圖片及視訊燒錄至DVD。
- Windows Mail：Outlook Express的改良版本，提供更好的安全性及更好整理郵件的方便性。
- Windows Media Center：從Windows XP Media Center Edition移植的Windows Media Center，配合Windows Vista提供更深的藍色配色。
- Windows Media Player：Windows Media Player版本11.0預設在Windows Vista內，提供更好的多媒體享受，同時也包含快速搜尋。
- Windows Movie Maker：編輯視訊，數位圖片以及音樂製作電影。
- Windows行事曆：從Outlook Express分割出來的功能，Windows Mail不再提供行事曆功能。可編輯行事曆及設定約會、行程時間使其提醒。
- Windows相片圖庫：檢視、組織圖片，也可對圖片做基本亮度、對比、色相等編輯。
- Windows聯絡人：與使用者資料夾內的聯絡人資料夾連結。
- Windows傳真和掃瞄：不需安裝其他軟體，即可傳真及掃瞄文件。整合過的傳真和掃瞄使用更方便。
- Windows會議空間：邀請工作群組透過區域網路進行視訊、語音或文字會議。
- Windows資訊看板：第一次在Windows出現的資訊看板可在在螢幕側邊顯示各式小工具。
- Windows Ultimate Extras：僅提供給使用Windows Vista旗艦版的使用者取得為Windows Vista量身訂做的程式。

## API
- 桌面窗口管理器
- Windows色彩系统
- Image Mastering API 2.0
- Media Foundation

### 参看
- Windows 7新功能
- Windows XP新功能
- Windows Vista 移除的功能